# Pur Co
Pur Co (kinesiska: 普尔错) är en sjö i Kina. Den ligger i den autonoma regionen Tibet, i den sydvästra delen av landet, omkring 1 000 kilometer nordväst om regionhuvudstaden Lhasa. Pur Co ligger 5 048 meter över havet. Arean är 40 kvadratkilometer. Trakten runt Pur Co är ofruktbar med lite eller ingen växtlighet. Den sträcker sig 10,8 kilometer i nord-sydlig riktning, och 6,2 kilometer i öst-västlig riktning.
Genomsnittlig årsnederbörd är 174 millimeter. Den regnigaste månaden är augusti, med i genomsnitt 36 mm nederbörd, och den torraste är november, med 3 mm nederbörd.